# Francisca Zubiaga y Bernales
Francisca Zubiaga y Bernales (Salvador de Oropesa, 11 de septiembre de 1803-Valparaíso, 8 de mayo de 1835), también conocida como la Mariscala, fue una política, militar y salonnière peruana. Ejerció como primera dama del Perú  por ser la esposa de Agustín Gamarra, entre el 1 de septiembre de 1829 y el 20 de diciembre de 1833.
Junto con su esposo, articipó en la invasión peruana de Bolivia de 1828, y lo apoyó durante su primer gobierno; en 1831 derribó al vicepresidente Antonio Gutiérrez de la Fuente, acusándolo de conspirador; y al año siguiente, en 1834, coadyuvó al golpe de Estado del general Pedro Pablo Bermúdez. Tras la derrota de sus partidarios, fue desterrada a Chile, donde falleció víctima de tuberculosis.

## Biografía

### Vida en el Cuzco
Francisca Zubiaga y Bernales nació en la aldea de Huarcaray o Anchibamba, en el actual distrito de Lucre del departamento del Cuzco durante el Virreinato del Perú. Fue hija de la cusqueña Antonia Bernales y del contador español de origen vizcaíno, Antonio de Zubiaga. El apellido Zubiaga, que en euskera significa 'Junto al puente', por quienes ejercían el oficio de guardianes y cobradores de peaje, viene de Subiaco, localidad cercana a Roma. Desde temprana edad, sintió vocación religiosa, por lo que sus padres autorizaron su ingreso a un convento en 1815, pero extremó las penitencias hasta caer enferma, por lo que en 1820 debió retornar al hogar.   
En medio de la efervescencia de la guerra de independencia del Perú, su padre decidió volver a España, dejando a cargo de la familia a su madre, quien a su vez dejó a Francisca y a sus hermanas en el Monasterio de la Encarnación. En esas circunstancias, se vinculó sentimentalmente con el general independentista Agustín Gamarra, con quién se casó en 1825. Tuvieron una única hija, Felícitas Gamarra y Zubiaga, quien murió a una edad temprana.   
Durante el tiempo de su esposo como prefecto, Francisca ejerció considerable poder político, hasta el punto que fue llamada «La Prefecta». El matrimonio se presentó como los nuevos ‘padres’ de la recién inaugurada república en Cusco y asumieron la prefectura de la ciudad como una dupla que encarnaba los ideales de la "nueva nación”. La Prefecta dotó de autonomía económica al emblemático Colegio Educandas y reformó su plan de estudios para que todas las niñas cusqueñas pudieran aprender letras y ciencias, materias que entonces estaban generalmente reservadas para los hombres. Gracias a estas gestiones, Educandas forjó a renombradas mujeres como la escritora indigenista Clorinda Matto y María Trinidad Enríquez, la primera mujer en cursos estudios universitarios en Sudamérica y la primera mujer jurista peruana.

### Invasión a Bolivia (1828)
Cuando Simón Bolívar llegó a Cusco el 25 de junio de 1825, La Prefecta organizó grandes fiestas y fue la encargada de ceñir en las sienes del ‘Libertador’ una guirnalda de oro como presente de bienvenida, pero él mismo decidió coronarla en un acto simbólico para reconocer su liderazgo, un incidente que inició varios rumores. En una carta de septiembre de 1828 del general Antonio José de Sucre a Bolívar, se lee lo siguiente: 

"Antes de que olvide, le diré que Gamarra es acérrimo enemigo de usted; procuré indagar los motivos, y por un conducto muy secreto, supe que sobre su aspiración a la Presidencia, añadía como pretexto, que habiéndole hecho tantos obsequios en el Cuzco, la enamoró la mujer; que esta misma se lo ha dicho... Aunque doña Pancha es muy buena pieza y que realmente ha hecho esta declaración, no sé la verdad".
Citado por Jorge Basadre

Francisca ganó fama de guerrera valerosa al acudir, junto con su esposo, a la invasión peruana de Bolivia de 1828. En ese período, el presidente José de La Mar gobernaba Perú, pero las fronteras de la joven nación aún era ocupadas por el ejército de Bolívar quien tenía quien tenía el proyecto de formar una sola gran nación de repúblicas bajo su poder. Montada a caballo, armada, y luciendo un traje militar de terciopelo azulo con espuelas de oro que se convertiría en su marca personal, ella misma dirigió un batallón de 25 lanceros que le permitió tomar el pueblo de Paria y ganar el enfrentamiento. Esta hazaña la hizo adquirir el título de «La Mariscala», ya que su esposo fue investido con el rango de Mariscal, apelativo que se perpetuaría. El expresidente de Bolivia, Andrés de Santa Cruz, se referiría a ella como «La Gran Mariscala del Perú» en varias de las correspondencias que le enviaba, ofreciendo apoyo al futuro de la dupla Gamarra-Zubiaga, cuyo poder político y militar iba en aumento.

### «La Presidenta»
Cuando Gamarra llegó a la presidencia en 1829, La Mariscala tuvo entonces la ocasión de disfrutar del poder político a plenitud, siendo llamada «La Presidenta». En 1831, luego de que Gamarra partiera al sur con el fin de combatir varios levantamientos en su país y un conato de conflicto con Bolivia, el vicepresidente Antonio Gutiérrez de La Fuente quedó como encargado del mando del Perú. Sin embargo, La Mariscala acusó a este personaje, quien no veía con buenos ojos su influencia política, de conspirar contra su esposo y encabezó una asonada en su contra. Ella misma dirigió a las tropas que persiguieron a Gutiérrez de La Fuente por las azoteas del vecindario de Lima, hasta que el fugitivo, quien tuvo que huir en ropa interior, halló refugio en un buque extranjero anclado en El Callao. Se dice que la causa del derrocamiento de Gutiérrez de La Fuente fue que éste había dado una medida "liberalizadora" del comercio de harinas, que afectaba los intereses de los gamarristas, quienes priorizaban la producción nacional frente a la extranjera. Sea como fuese, este episodio cimentó aún más la leyenda de La Mariscala. 
Cuenta el viajero estadounidense Ruschenberger en 1832 que «La Presidenta, como es ella llamada (...), dispara la pistola con gran precisión en el tiro, maneja la espada con mucha agilidad y es una arriesgada e intrépida jinete. Su diversión mayor en las tertulias consiste en jugar ajedrez.» Se hizo fama de mujer soberbia e intolerante, tras ordenar que un piquete de soldados apalease a Juan Calario, el editor de El telégrafo de Lima y un conocido opositor suyo, el 26 de noviembre de 1832 por el crimen de difamación. Además, como testimonia los crónicas viajeras del francés conde de Sartiges en 1833, la propia Mariscala se encargó de azotar, durante un sarao en Palacio de Gobierno, a un oficial edecán que se jactaba de haber merecido sus favores sexuales.

### Conflicto armado entre gamarristas y orbegosistas
A fines de 1833, la dupla Gamarra-Zubiaga intentó imponer a toda costa como su sucesor al general Pedro Pablo Bermúdez y azuzó a sus partidarios a hostilizar al nuevo presidente provisorio elegido por la Convención Nacional, el general Luis José de Orbegoso y Moncada. Siguiendo las directivas de Gamarra, Bermúdez se autoproclamó en Lima Jefe Supremo el 4 de enero de 1834, mientras que Orbegoso se refugiaba en la Fortaleza del Real Felipe del Callao. Los gamarristas intentaron sin éxito tomar dicha fortaleza, mientras que en Lima el pueblo organizado en milicias enfrentaba a los golpistas, en las memorables jornadas cívicas del 28 al 29 de enero. Providencialmente, Bermúdez, sitiado en Palacio de Gobierno, fue salvado por la llegada de tropas procedentes del Callao al mando de La Mariscala, que rescataron al caudillo y lo condujeron hacia la sierra. En esta ocasión La Mariscala recorrió impávida las calles de Lima, montada a caballo y cubierta con una capa sobre su uniforme, disparando e incitando a sus soldados a no cejar en la lucha. 
La guerra civil culminó con el abrazo de Maquinhuayo. En Arequipa, los gamarristas tuvieron que hacer frente a una revuelta militar a favor de Orbegoso, cuyo cruento resultado excitó la ira popular. Gamarra pudo huir a Bolivia, mientras que La Mariscala, disfrazada de clérigo, logró escapar de la furia del pueblo saltando desde la azotea de su casa hasta un patio vecino. Luego se embarcó en el puerto arequipeño de Islay, a bordo de un buque inglés, que enrumbó al Callao. Perdido el poder de antaño, camino al exilio y conoció en junio de 1834 a la escritora Flora Tristán, quien rememoró el encuentro en sus Peregrinaciones de una paria. Allí trazó el siguiente retrato de La Mariscala:

"Era de mediana talla y fuertemente constituida, a pesar de haber sido muy delgada; su figura no era en verdad bella, pero, si se juzgaba por el efecto que producía en todo el mundo, sobrepasaba a la mejor belleza. Como Napoleón, el imperio de su belleza estaba en su mirada, cuánta fuerza, cuánto orgullo y penetración; con aquel ascendiente irresistible ella imponía el respeto, encadenaba las voluntades, cautivaba la admiración.. Su voz tenía un "sonido sordo, duro, imperativo".
Flora Tristán, "Peregrinaciones de una paria"

Del Callao, La Mariscala viajó a Valparaíso, Chile, donde murió pobre y enferma de tuberculosis, el 8 de mayo de 1835. Al parecer, fue enterrada en una fosa común de la que, actualmente, no existe registro alguno. Antes de morir, le pidió al contador y militar Bernardo Escudero, su amigo de confianza, que le retire el corazón para enviárselo a su esposo, quien debería enterrarlo en el Cusco, su ciudad natal. Los mitos y las fuentes señalan que el corazón de La Mariscala era mucho más grande que un corazón convencional. Como era su voluntad, fue llevado a Cusco y enterrado en la Iglesia de la Merced, pero fue robado y ya no existe mayor registro sobre sus restos.

## En la cultura popular
La fama de La Mariscala perduró en la imaginación de las generaciones siguientes. 
- Abraham Valdelomar escribió la biografía novelada de La mariscala en 1914.
- En colaboración con José Carlos Mariátegui, Valdelomar escribió la obra teatral de tipo costumbrista La mariscala en 1916.
- César Miró y Luis Pacheco de Céspedes escribieron la opereta La Mariscala en 1942.
- Carlos Neuhaus escribió la biografía novelada Pancha Gamarra, La Mariscala en 1967.
- La historiadora y arqueóloga cusqueña Claudia Núñez escribió la biografía novelada La Mariscala, la historia no contada de Francisca Zubiaga y Bernales, primera presidenta del Perú en 2022.
- En 2022, fue estrenada en el Teatro Municipal de Lima una ópera pop sobre Francisca Zubiaga (La Mariscala, el musical, 2019) con música y letra de Gonzalo Polar y Chino Sabogal e historia de María Elena Arce, Claudia Núñez, Polar y Sabogal.